# Eriogonum ursinum
Eriogonum ursinum är en slideväxtart som beskrevs av S. Wats.. Eriogonum ursinum ingår i släktet Eriogonum och familjen slideväxter. Utöver nominatformen finns också underarten E. u. erubescens.